# Frederika (Iowa)
Frederika est une ville du comté de Bremer, en Iowa, aux États-Unis. La ville est baptisée en l'honneur de Fredrika Bremer, une écrivaine suédoise, tout comme le comté où elle se trouve.

## Source de la traduction
- (en) Cet article est partiellement ou en totalité issu de l’article de Wikipédia en anglais intitulé « Frederika, Iowa » (voir la liste des auteurs).